# Batalla de Fráncfort del Meno
La batalla de Fráncfort del Meno fue una batalla de cuatro días por el control de Fráncfort del Meno durante la Segunda Guerra Mundial. La 5.ª División de Infantería llevó a cabo el ataque principal mientras que la 6.ª División Blindada brindó apoyo. La ciudad fue defendida por el LXXX Cuerpo del 7.º Ejército alemán.

## Antecedentes
La 5.ª División de Infantería cruzó el Rin el 22 de marzo y rápidamente estableció una cabeza de puente. Para el 23 de marzo, la 5.ª División de Infantería había expandido su cabeza de puente 8 kilómetros al este, colocando la división a solo 22 kilómetros al suroeste de Fráncfort del Meno. Las Fuerzas de Tarea Blindadas empujaron desde la cabeza del puente hacia el norte hacia Trebur y Gustavsburg y hacia el este hacia Darmstadt.
El 25 de marzo, el comandante de la Wehrmacht de la guarnición de Darmstadt se rindió y Darmstadt fue liberado por la 5.ª División de Infantería y la 6.ª División Blindada. Para el 26 de marzo, el 5 llegó a las afueras del sur de la ciudad de Fráncfort del Meno y capturó la base aérea Rin-Meno.

## Batalla
La 6.ª se unió con la 5.ª y atravesó las afueras del sur (Sachsenhausen) hasta el río Meno. Allí, las unidades de la 5.ª encontraron el puente Wilhelmsbruecke en su mayor parte intacto (hoy conocido como Friedensbruecke). Los ingenieros alemanes habían intentado destruirlo en un intento de detener a las fuerzas estadounidenses el 25 de marzo, pero no lo lograron. Con el apoyo de la artillería de tanques de Estados Unidos, las tropas de la 5.ª cruzaron el Wilhelmsbruecke bajo fuego pesado el 27 de marzo y entraron en la parte norte de la ciudad. Las dos divisiones lucharon contra los alemanes en un feroz combate casa por casa, empujando lentamente a través de la ciudad hacia el norte y hacia el este.
Los ataques aliados mataron al comandante local el 27 de marzo, paralizando el comando militar alemán en la ciudad. El 29 de marzo, la ciudad quedó bajo control americano y un puente de pontones construido por ingenieros de combate en el lado este del dañado Wilhelmsbruecke. Después de intentar inicialmente establecer posiciones defensivas de ametralladoras, los soldados alemanes fueron convencidos por los ciudadanos de abandonar la ciudad y minimizar las bajas adicionales. Las Wehrmacht restantes fueron empujadas hacia el norte y fuera de la ciudad por las tropas estadounidenses.

## Consecuencias
AFN Luxemburgo informó que la ciudad estaba liberada, sin embargo, los pequeños enfrentamientos esporádicos continuaron hasta el 4 de abril. El corresponsal de guerra de Vogue, Lee Miller, acompañó al general del Tercer Ejército George Patton y fue uno de los primeros en informar en la prensa estadounidense sobre la liberación de Fráncfort del Meno. El periódico Barras y estrellas informó que la ciudad fue liberada el 30 de marzo. Después de capturar Fráncfort del Meno, la 5.ª División descansaron por unos días hasta el 7 de abril, cuando se les ordenó moverse hacia el norte para apoyar al III Cuerpo del Primer Ejército en la Bolsa del Ruhr.